# Рындин, Алексей Владимирович
Алексей Владимирович Рындин (род. 30.03.1964, Дербент, Дагестан) — российский учёный-садовод, специалист в области субтропических, южных плодовых и цветочно-декоративных культур.
Академик РАН (2016, членкор РАСХН с 2012), доктор сельскохозяйственных наук (2010).
С 2004 г. директор Всероссийского научно-исследовательского института цветоводства и субтропических культур (ВНИИЦиСК). Профессор Кубанского ГАУ.
Заслуженный работник сельского хозяйства Кубани (2008).

## Биография
Окончил Ставропольский СХИ — ныне Ставропольский государственный аграрный университет (1991), по специальности агрономия.
В 1985—1998 гг. работал в совхозе «Юбилейный» Краснодарского края.
В 1998—2004 гг. начальник управления сельского хозяйства и продовольствия администрации г. Армавира.
С 2004 г. директор Всероссийского научно-исследовательского института цветоводства и субтропических культур, председатель его ученого совета. С 2010 г. профессор кафедры плодоводства Кубанского государственного аграрного университета им. И. Т. Трубилина. Подготовил 1 кандидата наук.
Академик РАН c 28.10.2016 по Отделению сельскохозяйственных наук (растениеводство), член его бюро, член-корреспондент c 27.06.2014, член-корреспондент РАСХН с 15.02.2012.
Главный редактор сборника научных трудов ВНИИЦиСК «Субтропическое и декоративное садоводство», член редколлегий журналов «Садоводство и виноградарство», «Горное сельское хозяйство», «Труды Кубанского ГАУ».
Награжден почетными грамотами Россельхозакадемии, Краснодарского края, администраций гг. Армавира и Сочи, памятной медалью ЦК КПРФ к 100-летию Великого Октября.
Опубликовал более ста научных работ, в том числе 2 монографии и 3 атласа.
- Рындин А. В. Агроэкологические аспекты садоводства влажных субтропиков России: монография. — Сочи: ФГБНУ ВНИИЦиСК, 2016. — 260 с.
- Рындин А. В., Горшков В. М., Кулян Р. В. и др. Любительское цитрусоводство. Монография. — Сочи, ВНИИЦиСК, 2016. — 130 с.

## Награды
- Медаль ордена «За заслуги перед Отечеством» II степени (21.08.2020) - за большой вклад в науку, подготовку высококвалифицированных специалистов и многолетнюю добросовестную работу[8].